# Souchez
Souchez ist eine französische Gemeinde im Département Pas-de-Calais in der Region Hauts-de-France. Souchez gehört zum Arrondissement Lens und zum Kanton Bully-les-Mines (bis 2015: Kanton Vimy). Die Gemeinde hat 2.664 Einwohner (Stand: 1. Januar 2022), die sich Souchézois nennen.

## Geographie
Souchez liegt etwa sieben Kilometer südwestlich von Lens am Fluss Deûle, der hier entsteht und in den hier der gleichnamige Lauf Souchez mündet. Umgeben wird Souchez von den Nachbargemeinden Angres im Norden, Givenchy-en-Gohelle im Osten, Neuville-Saint-Vaast im Süden, Carency im Südwesten, Ablain-Saint-Nazaire im Westen sowie Aix-Noulette im Nordwesten.
Durch die Gemeinde führen die Autoroute A26 und die frühere Route nationale 37 (heutige D937).
| Bevölkerungsentwicklung | Bevölkerungsentwicklung | Bevölkerungsentwicklung | Bevölkerungsentwicklung | Bevölkerungsentwicklung | Bevölkerungsentwicklung | Bevölkerungsentwicklung | Bevölkerungsentwicklung | Bevölkerungsentwicklung |
| ----------------------- | ----------------------- | ----------------------- | ----------------------- | ----------------------- | ----------------------- | ----------------------- | ----------------------- | ----------------------- |
| Jahr                    | 1962                    | 1968                    | 1975                    | 1982                    | 1990                    | 1999                    | 2006                    | 2012                    |
| Einwohner               | 1652                    | 1800                    | 1862                    | 1872                    | 2031                    | 2176                    | 2291                    | 2587                    |

## Sehenswürdigkeiten
- Kirche Saint-Nicolas, im Ersten Weltkrieg zerstört, von 1928 bis 1931 wiedererrichtet
- Kirche Saint-Aignan
- Britischer Militärfriedhof
- Kanadischer Militärfriedhof

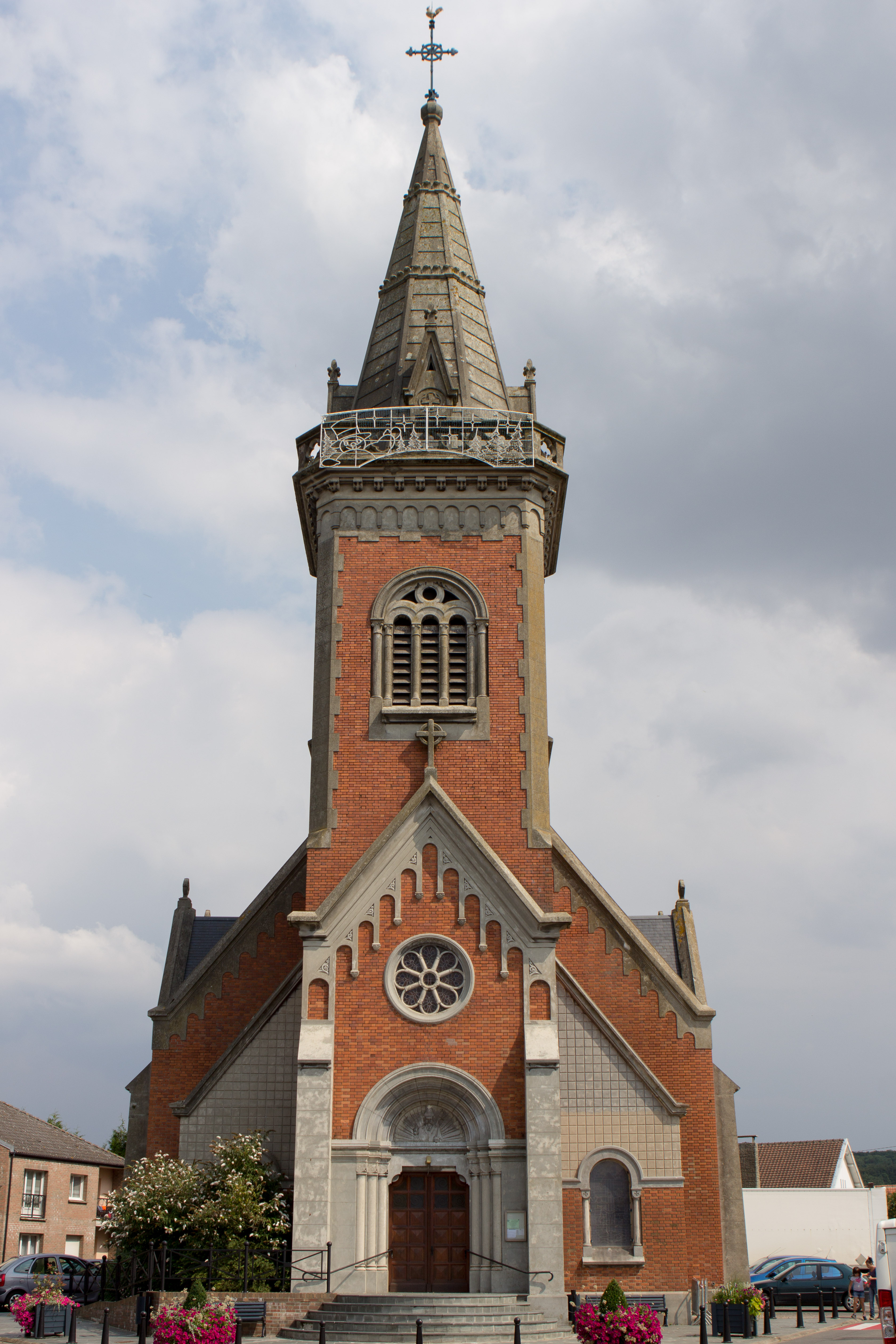
Kirche Saint-Nicolas